# O Bolo
O Bolo è un comune spagnolo di 1 327 abitanti situato nella comunità autonoma della Galizia.